# 栾乐
栾乐（？—前550年），姬姓，栾氏，名乐，春秋时期晋国栾氏族人。
前550年，栾盈回晋国发动叛乱，进攻固宫，被士鞅打退，士鞅跳上战车追击，遇到栾乐，士鞅说：“栾乐，别打了，我死了将会向上天控告你。”栾乐用箭射士鞅，没有射中，又把箭搭上弓弦，车轮碰上槐树根而翻了车。有人用戟钩打栾乐，栾乐的手臂被打断，就此而死。